# Онтени
Онтени (фр. Antheny) насеље је и општина у североисточној Француској у региону Шампањ-Арден, у департману Ардени која припада префектури Шарлвил Мезјер.
По подацима из 2011. године у општини је живело 106 становника, а густина насељености је износила 10,45 становника/km². Општина се простире на површини од 10,14 km². Налази се на средњој надморској висини од 216 метара.

## Демографија
| 1962. | 1968. | 1975. | 1982. | 1990. | 1999. | 2011. |
| ----- | ----- | ----- | ----- | ----- | ----- | ----- |
| 134   | 160   | 130   | 107   | 101   | 108   | 106   |

График промене броја становника у току последњих година